# Danh sách tòa nhà cao nhất Đà Nẵng

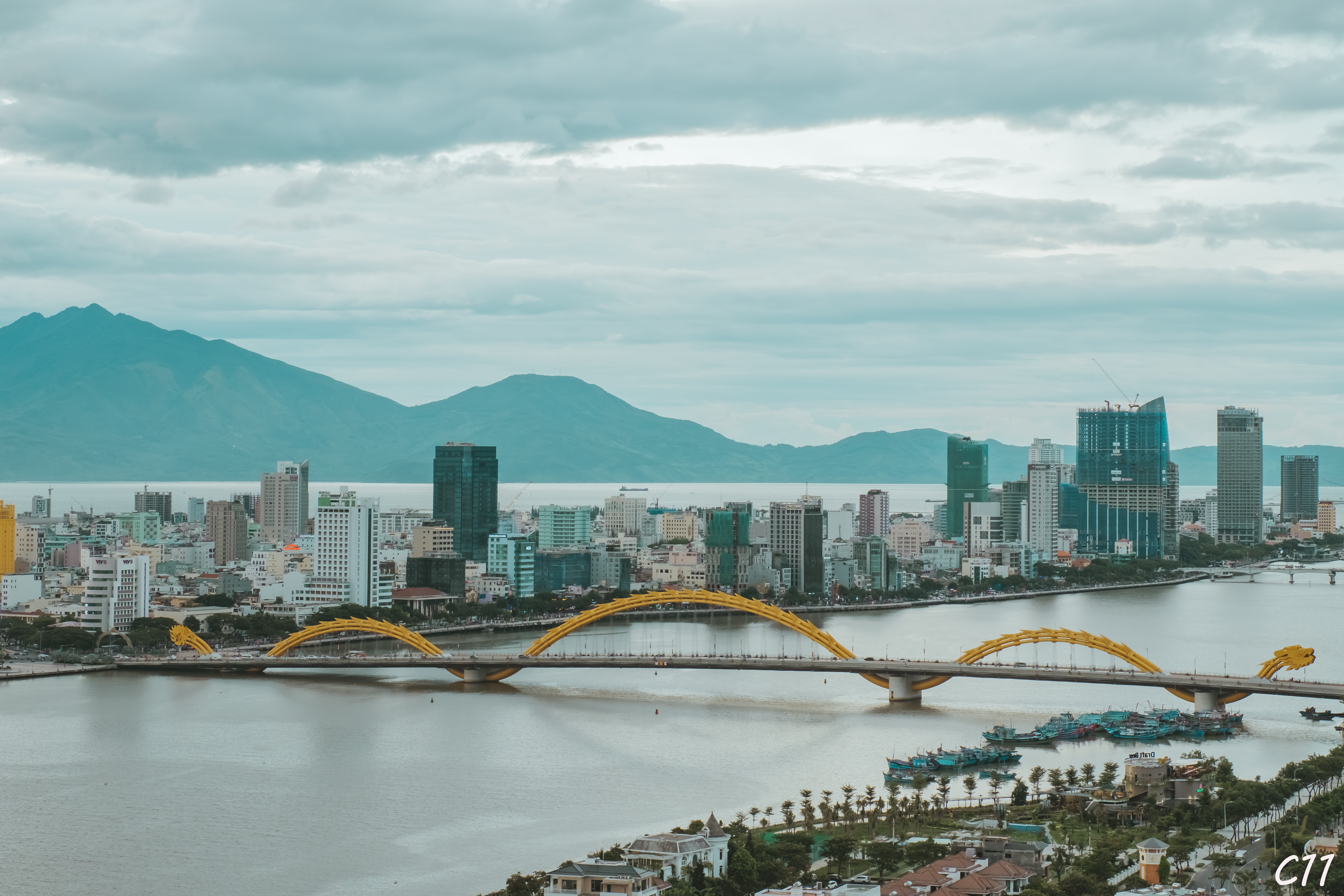
đường chân trời quận Hải Châu năm 2019

Thành phố Đà Nẵng là một trong những trung tâm du lịch lớn nhất Việt Nam với số tòa nhà cao tầng nhiều thứ 4 cả nước, chỉ sau Hà Nội (1400+), Thành phố Hồ Chí Minh (1200+) và tỉnh Khánh Hòa (190+). Tính đến năm 2024, Đà Nẵng có 164 tòa nhà cao tầng trong đó có 31 tòa có chiều cao trên 100m.
Tòa nhà cao nhất Đà Nẵng hiện nay là tháp đôi Times Square Đà Nẵng, tọa lạc tại phường Phước Mỹ, quận Sơn Trà với chiều cao 190m và 54 tầng nổi, tuy nhiên đây lại là công trình chưa hoàn thành khi chỉ mới cất nóc phần thô vào năm 2021 và đã bị trì hoãn cho đến nay.
Kể từ năm 2016, các tòa nhà cao tầng ở Đà Nẵng xuất hiện ngày càng nhiều, chủ yếu tập trung tại các quận Hải Châu, Sơn Trà, Ngũ Hành Sơn. Tính đến hiện tại thành phố đang có 9 tòa nhà đã hoàn thành cao trên 150 mét và 3 tòa nhà còn đang trong quá trình xây dựng.

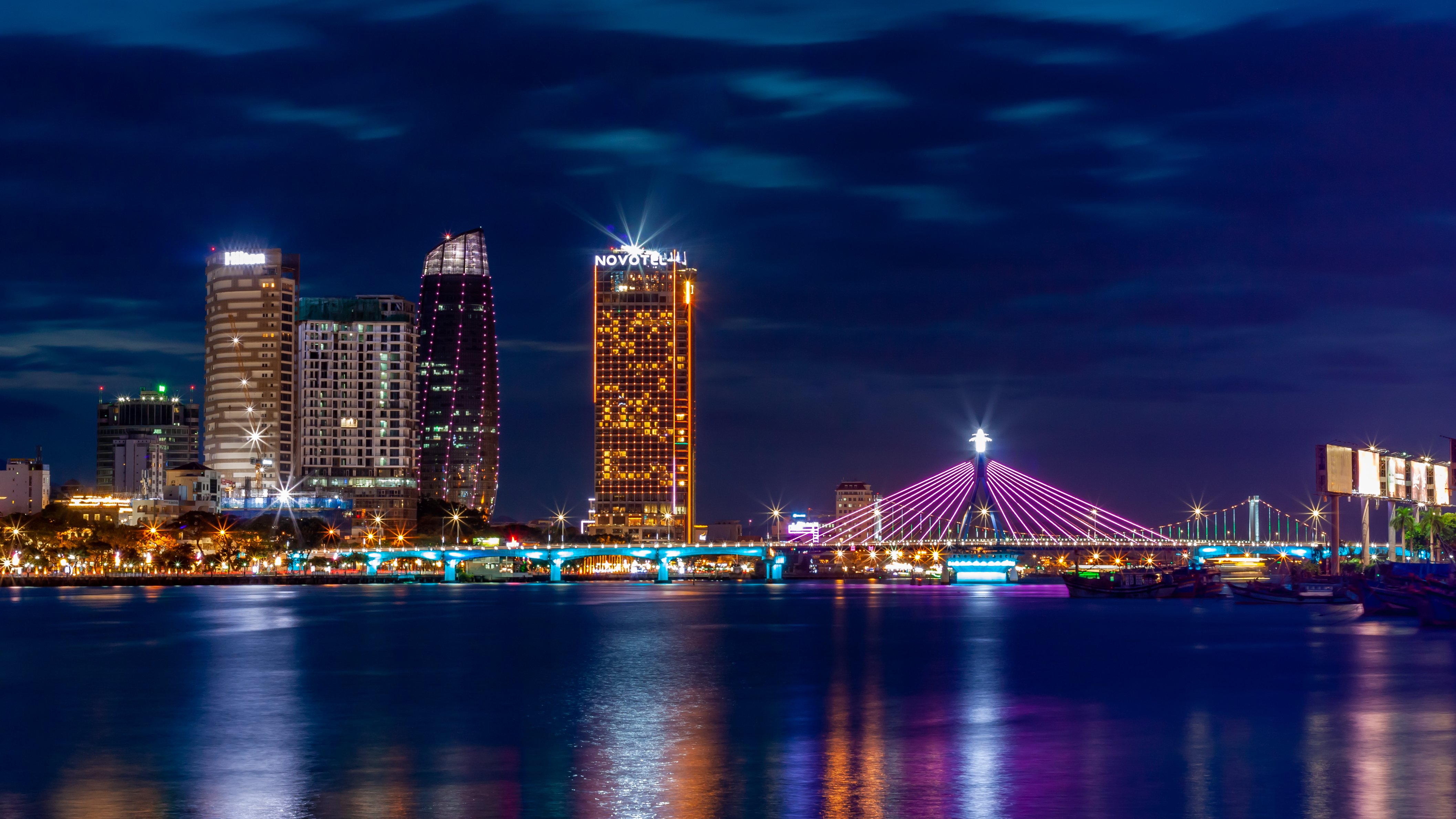
Quận Hải Châu nhìn từ sông Hàn vào tháng 8 năm 2018, có thể thấy được từ trái sang phải theo thứ tự là Hilton Danang A & B cao 117 mét, Trung tâm Hành chính Đà Nẵng cao 167 mét và Novotel Danang Premier Han River cao 155 mét.

| ≥50m | ≥100m | ≥150m |
| ---- | ----- | ----- |
| 164  | 31    | 9     |

## Tòa nhà cao nhất
Dưới đây là danh sách tất cả các tòa nhà tại thành phố Đà Nẵng đã hoàn thành có chiều cao trên 70 m.
Lưu ý: các mục được in nghiên biểu thị số liệu chiều cao ước tính của tòa nhà đó được tính dựa theo số tầng hoặc theo các tòa nhà trong cùng một tổ hợp
|  | Tòa nhà cao nhất Đà Nẵng         |
|  | Tòa nhà đã từng cao nhất Đà Nẵng |
|  | Tòa nhà đã hoàn thành phần thô   |
|  | Tòa nhà đã cất nóc               |

| Hạng | Tòa nhà                            | Hình ảnh                                         | Quận, huyện  | Chiều cao | Tầng | Hoàn thành    | Ghi chú |
| ---- | ---------------------------------- | ------------------------------------------------ | ------------ | --------- | ---- | ------------- | --- |
| 1    | Times Square CT1                   | My Khe Beach Danang Highrises.jpg                | Sơn Trà      | 190       | 52   | 2021 Trì hoãn | Tòa nhà cao nhất Đà Nẵng và thứ 13 Việt Nam. Tháp đôi cao thứ 3 Việt Nam. Nếu không tính 2 tầng mái thì chiều cao của tòa nhà là 180,15m. Thuộc giai đoạn 1 tổ hợp dự án Times Square Đà Nẵng.     |
| 2    | Times Square CT2                   | My Khe Beach Danang Highrises.jpg                | Sơn Trà      | 190       | 52   | 2021 Trì hoãn | Tòa nhà cao nhất Đà Nẵng và thứ 13 Việt Nam. Tháp đôi cao thứ 3 Việt Nam. Nếu không tính 2 tầng mái thì chiều cao của tòa nhà là 180,15m. Thuộc giai đoạn 1 tổ hợp dự án Times Square Đà Nẵng.     |
| 3    | Ethereal Wyndham Soleil            |                                                  | Sơn Trà      | 172,8     | 50   | 2019          | Tòa nhà cao thứ 24 Việt Nam. Thuộc tổ hợp Wyndham Soleil Đà Nẵng |
| 4    | Chung cư Mường Thanh Sơn Trà       |                                                  | Ngũ Hành Sơn | 171       | 42   | 2017          | Tòa nhà cao nhất quận Ngũ Hành Sơn. Mở cửa quý 1/2017 |
| 5    | Mường Thanh Luxury Đà Nẵng         |                                                  | Ngũ Hành Sơn | 171       | 42   | 2017          | Tòa nhà khách sạn cao nhất Việt Nam. Mở cửa quý 2/2017 |
| 6    | Trung tâm Hành chính Đà Nẵng       |                                                  | Hải Châu     | 166,8     | 34   | 2014          | Tòa nhà cơ quan cao nhất Việt Nam. Ngoài ra với hình dáng đặc biệt, nơi này thường được gọi với biệt danh "tòa nhà trái bắp" hay "tòa nhà bắp ngô" của thành phố Đà Nẵng.                          |
| 7    | Meliá Vinpearl Danang Riverfront   |                                                  | Sơn Trà      | 162       | 36   | 2018          | Tên cũ là Vinpearl Condotel Riverfront |
| 8    | Novotel Danang Premier Han River   |                                                  | Hải Châu     | 156       | 37   | 2013          | Là tòa nhà đầu tiên của Đà Nẵng và khu vực miền Trung có chiều cao trên 100m. |
| 9    | M Landmark Residences              | M Landmark Đà Nẵng.png                           | Hải Châu     | 150       | 45   | 2021          | Tòa nhà cao thứ 100 Việt Nam |
| 10   | The Panoma - Sun Cosmo Residence   |                                                  | Ngũ Hành Sơn | 135       | 34   | 2025          | |
| 11   | Nam Ô Discovery A                  |                                                  | Liên Chiểu   | 131,7     | 34   | 2025          | |
| 12   | Nam Ô Discovery B                  |                                                  | Liên Chiểu   | 131,7     | 34   | 2025          | |
| 13   | True Friends Park                  |                                                  | Hải Châu     | 131,3     | 37   | 2018          | Tòa 1 trong 2 tòa nhà thuộc tổ hợp tháp đôi Blooming, tòa tháp thừ 2 vẫn chưa được triển khai xây dựng.                                                                                            |
| 14   | The 6Nature                        |                                                  | Sơn Trà      | 128,1     | 38   | 2021          | Cất nóc vào ngày 21 tháng 1 năm 2020 và dự kiến sẽ bàn giao trong cùng năm. Tuy nhiên dự án đã trễ tiến độ do đại dịch Covid-19.                                                                   |
| 14   | Golf View Luxury Apartment         |                                                  | Ngũ Hành Sơn | 123,2     | 31   | 2021          | Một trong các dự án tại Cocobay Đà Nẵng |
| 15   | Azura                              |                                                  | Sơn Trà      | 122,5     | 34   | 2012          | Tòa nhà cao nhất Đà Nẵng từ năm 2012 đến năm 2013 |
| 16   | Monarchy B                         | Dragon Bridge, Da Nang during day - 20230819.jpg | Sơn Trà      | 119,4     | 33   | 2020          | Thuộc giai đoạn 2 của tổ hợp The Monarchy |
| 17   | Bay Capital Danang                 | Dragon bridge from above.png                     | Hải Châu     | 119       | 32   | 2022          | Tiền thân là Regis Bay Hotel |
| 18   | Cocobay Carinae Hotel Cor4         | Cocobay Đà Nẵng.jpeg                             | Ngũ Hành Sơn | 118       | 31   | 2019          | Một trong các dự án tại Cocobay Đà Nẵng |
|      | Sun Cosmo Panoma B                 |                                                  | Ngũ Hành Sơn | 115       | 27   | 2025          | |
| 19   | Risemount Apartment                |                                                  | Hải Châu     | 111,9     | 30   | 2020          | Thiết kế bến ngoài của tòa nhà là các tấm kính dát vàng gây chói mặt cho người dân sống ở khu quanh xung quanh.                                                                                    |
| 20   | Cocobay Carinae Hotel Cor3         | Cocobay Đà Nẵng.jpeg                             | Ngũ Hành Sơn | 110,3     | 29   | 2019          | Một trong các dự án tại Cocobay Đà Nẵng |
| 21   | Hoàng Anh Gia Lai Lake View        |                                                  | Thanh Khê    | 110       | 32   | 2013          | Tòa nhà cao nhất quận Thanh Khê |
| 22   | Four Points by Sheraton Danang     |                                                  | Sơn Trà      | 110       | 33   | 2018          | |
| 23   | Times Square CT7                   |                                                  | Sơn Trà      | 109,4     | 30   | 2021 Trì hoãn | Thuộc giai đoạn 2 của tổ hợp Times Square Đà Nẵng |
| 24   | VietinBank Tower                   |                                                  | Hải Châu     | 107       | 27   | 2012          | |
| 25   | Coco Ocean Spa Resort              | Cocobay Đà Nẵng.jpeg                             | Ngũ Hành Sơn | 107       | 28   | 2021          | Một trong các dự án tại Cocobay Đà Nẵng |
| 26   | Coco Skyline Resort S2             |                                                  | Ngũ Hành Sơn | 106       | 28   | 2019          | Một trong các dự án tại Cocobay Đà Nẵng |
| 27   | Ariyana Beach Resort & Suites Aqua |                                                  | Ngũ Hành Sơn | 102       | 30   | 2020          | |
| 28   | Ariyana Beach Resort & Suites Eden |                                                  | Ngũ Hành Sơn | 102       | 30   | 2020          | |
| 29   | The Royal Boutique Hotel & Condo   |                                                  | Hải Châu     | 102       | 29   | 2025          | Cất nóc vào tháng 5 năm 2024. |
| 30   | Hilton Da Nang                     |                                                  | Hải Châu     | 101,3     | 29   | 2018          | Là 1 trong 2 tòa nhà thuộc tổ hợp Bạch Đằng Complex |
| 31   | Mường Thanh Grand Đà Nẵng          |                                                  | Sơn Trà      | 99,6      | 28   | 2014          | |
| 32   | The Sang Residence                 |                                                  | Ngũ Hành Sơn | 99,5      | 30   | 2023          | Cất nóc tháng 6 năm 2022 và dự kiến bàn giao vào quý 2/2023 |
| 33   | Hiyori Garden Tower                |                                                  | Sơn Trà      | 99,2      | 28   | 2021          | |
| 34   | Hilton Garden Inn Danang           |                                                  | Sơn Trà      | 99        | 28   | 2019          | |
| 35   | Grand Tourane Hotel                |                                                  | Sơn Trà      | 98,7      | 22   | 2016          | |
| 36   | Wink Hotel Danang Riverside        | Han River, Da Nang, Vietnam - 20230819.jpg       | Sơn Trà      | 98,4      | 25   | 2023          | Cất nóc ngày 19 tháng 4 năm 2022 |
| 37   | Grand Mercure Danang               | Trần Thị Lý Bridge at daytime.jpg                | Hải Châu     | 97,8      | 22   | 2011          | Tòa nhà cao nhất Đà Nẵng từ năm 2011 đến năm 2012 |
| 38   | Danang Golden Bay                  |                                                  | Sơn Trà      | 95        | 28   | 2017          | Bao gồm 2 đơn nguyên. Đơn nguyên 1 là khách sạn Wyndham Golden Bay và đơn nguyên 2 là khách sạn Citadines Blue Cove                                                                                |
| 39   | Monarchy C                         | Dragon Bridge, Da Nang during day - 20230819.jpg | Sơn Trà      | 94        | 26   | 2020          | Thuộc giai đoạn 2 của tổ hợp The Monarchy |
| 40   | FPT Plaza 2                        |                                                  | Ngũ Hành Sơn | 93,3      | 25   | 2023          | |
| 41   | FPT Plaza 3                        |                                                  | Ngũ Hành Sơn | 93        | 25   | 2026          | |
| 42   | G8 Golden                          |                                                  | Hải Châu     | 93        | 23   | 2017          | Tên cũ: Crystal Tower |
| 43   | Peninsula Hotel Danang             |                                                  | Sơn Trà      | 92        | 27   | 2022          | |
| 44   | M Garden City                      |                                                  | Ngũ Hành Sơn | 92        | 25   | 2022          | Cất nóc ngày 10 tháng 12 năm 2022 |
| 45   | Mikazuki Spa Hotel & Resort        |                                                  | Liên Chiểu   | 89,5      | 24   | 2021          | |
| 46   | ICT Tower                          |                                                  | Hải Châu     | 89,5      | 20   | 2022          | |
| 47   | F.Home A                           |                                                  | Hải Châu     | 89        | 26   | 2016          | |
| 48   | F.Home B                           | Hải Châu                                         | 89           | 26        | 2016 |               | |
| 49   | Sel de Mer Hotel & Suites          |                                                  | Sơn Trà      | 89        | 26   | 2019          | |
| 50   | voco Ma Belle                      |                                                  | Sơn Trà      | 89        | 26   | 2021          | |
| 51   | Awaken Danang Beach Hotel          |                                                  | Sơn Trà      | 89        | 26   | 2023          | Cất nóc vào năm 2022. Dự án bị trễ tiến độ do đại dịch Covid-19. |
| 52   | Mường Thanh Luxury Sông Hàn        |                                                  | Hải Châu     | 88        | 23   | 2007          | |
| 53   | Le Sands Oceanfront Danang Hotel   |                                                  | Sơn Trà      | 88        | 23   | 2022          | |
| 54   | Katsutoshi Grand House             |                                                  | Hải Châu     | 87,4      | 20   | 2020          | |
| 55   | Heritage Treasure Da Nang          |                                                  | Hải Châu     | 87        | 25   | 2018          | Là 1 trong 2 tòa nhà thuộc tổ hợp Bạch Đằng Complex |
| 56   | Coco Skyline Resort S1             |                                                  | Ngũ Hành Sơn | 87        | 23   | 2019          | Một trong các dự án tại Cocobay Đà Nẵng |
| 57   | Fivitel Danang                     |                                                  | Sơn Trà      | 86,7      | 25   | 2018          | |
| 58   | Times Square CT3                   |                                                  | Sơn Trà      | 86,3      | 23   | 2021 Trì hoãn | Thuộc giai đoạn 2 của tổ hợp Times Square Đà Nẵng |
| 59   | Sala Danang Beach                  | Skyline of Da Nang (45579409022).jpg             | Sơn Trà      | 85        | 25   | 2019          | |
| 60   | Wink Hotel Danang Centre           |                                                  | Hải Châu     | 85        | 22   | 2022          | Khách sạn Wink Hotel đầu tiên tại Đà Nẵng |
| 61   | Felicia Oceanview Apart            |                                                  | Ngũ Hành Sơn | 85        | 25   | 2023          | Cất nóc ngày 15 tháng 7 năm 2022 |
| 62   | Fusion Resort and Villas Da Nang   |                                                  | Ngũ Hành Sơn | 84,9      | 18   | 2023          | |
| 63   | Khách sạn Sơn Trà                  |                                                  | Sơn Trà      | 84        | 22   | 2019 Trì hoãn | Không có thông tin về tên chính thức của dự án |
| 64   | The Filmore Da Nang                |                                                  | Hải Châu     | 84        | 25   | 2023          | Cất nóc ngày 26 tháng 12 năm 2022 |
| 65   | Indochina Riverside Tower 1        |                                                  | Hải Châu     | 82        | 24   | 2008          | Tòa nhà cao nhất Đà Nẵng từ năm 2008 đến năm 2011 |
| 66   | Rosamia Danang Hotel               |                                                  | Ngũ Hành Sơn | 82        | 24   | 2018          | |
| 67   | The Nalod Da Nang                  |                                                  | Sơn Trà      | 80        | 21   | 2017          | |
| 68   | Nhu Minh Plaza Danang Hotel        | Phạm Văn Đồng, Da Nang.jpg                       | Sơn Trà      | 78        | 23   | 2015          | |
| 69   | Pavilion Hotel                     | My Khe Pagoda 2.jpg                              | Sơn Trà      | 78        | 23   | 2017          | |
| 70   | The Ori Garden CT1                 |                                                  | Liên Chiểu   | 78        | 21   | 2023          | Thuộc giai đoạn 1 của tổ hợp The Ori Garden gồm 10 tòa nhà |
| 71   | The Ori Garden CT2                 |                                                  | Liên Chiểu   | 78        | 21   | 2023          | Thuộc giai đoạn 1 của tổ hợp The Ori Garden gồm 10 tòa nhà |
| 72   | The Ori Garden CT3                 |                                                  | Liên Chiểu   | 78        | 21   | 2023          | Thuộc giai đoạn 1 của tổ hợp The Ori Garden gồm 10 tòa nhà |
| 73   | The Ori Garden CT4                 |                                                  | Liên Chiểu   | 78        | 21   | 2023          | Thuộc giai đoạn 1 của tổ hợp The Ori Garden gồm 10 tòa nhà |
| 74   | The Ori Garden CT5                 |                                                  | Liên Chiểu   | 78        | 21   | Q4/2024       | |
| 75   | The Ori Garden Seaview Tower       |                                                  | Liên Chiểu   | 78        | 21   | Q4/2024       | |
| 76   | GIC Hotel Luxury & Spa             |                                                  | Hải Châu     | 76,8      | 20   | 2019          | |
| 77   | Maximilan Danang Beach             |                                                  | Sơn Trà      | 76        | 20   | 2019          | |
| 78   | TMS Hotel Đà Nẵng Beach            |                                                  | Ngũ Hành Sơn | 75        | 23   | 2018          | |
| 79   | Balcona Hotel & Spa                |                                                  | Ngũ Hành Sơn | 75        | 22   | 2018          | |
| 80   | Sơn Trà Ocean View                 |                                                  | Sơn Trà      | 74,3      | 21   | 2018          | |
| 81   | The Ori Garden CT6                 |                                                  | Liên Chiểu   | 74        | 20   | Q4/2024       | |
| 82   | The Ori Garden CT7                 |                                                  | Liên Chiểu   | 74        | 20   | Q4/2024       | |
| 83   | The Ori Garden CT8                 |                                                  | Liên Chiểu   | 74        | 20   | Q4/2024       | |
| 84   | The Ori Garden CT9                 |                                                  | Liên Chiểu   | 74        | 20   | Q4/2024       | |
| 85   | Softech Tower                      |                                                  | Hải Châu     | 72        | 21   | 2007          | |
| 86   | À La Carte Danang Beach            |                                                  | Sơn Trà      | 72        | 21   | 2014          | |
| 87   | Avartar Đà Nẵng                    |                                                  | Ngũ Hành Sơn | 72        | 18   | 2014          | |
| 88   | Fusion Suites Da Nang              |                                                  | Sơn Trà      | 72        | 21   | 2015          | |
| 89   | Vanda Hotel                        |                                                  | Hải Châu     | 72        | 19   | 2015          | |
| 90   | Paris Deli Danang Beach            | Khách sạn tại Sơn Trà.jpeg                       | Sơn Trà      | 72        | 21   | 2017          | |
| 91   | Eden Ocean View                    |                                                  | Ngũ Hành Sơn | 72        | 21   | 2018          | |
| 92   | HAIAN Beach Hotel & Spa            | Da Nang, Vietnam (48878980121).jpg               | Ngũ Hành Sơn | 72        | 21   | 2018          | |
| 93   | Chicland Hotel                     |                                                  | Sơn Trà      | 72        | 21   | 2019          | Thiết kế giành chiến thắng tại giải thưởng LIV Hospitality Design Awards 2020 trong lĩnh vực Kiến trúc - Không gian sống (Architecture – Living Space) của hạng mục "Hotel – Midscale & Lifestyle" |
| 94   | JW Marriott Danang A               |                                                  | Ngũ Hành Sơn | 72        | 19   | 2020          | Mặc dù đã hoàn thành từ năm 2020 nhưng vẫn chưa đuợc đưa vào sử dụng |
| 95   | JW Marriott Danang B               |                                                  | Ngũ Hành Sơn | 72        | 19   | 2020          | Mặc dù đã hoàn thành từ năm 2020 nhưng vẫn chưa đuợc đưa vào sử dụng |
| 96   | Radisson Hotel                     |                                                  | Sơn Trà      | 72        | 21   | 2021          | |
| 97   | Đà Nẵng Plaza T1                   | Danangbachdang.jpg                               | Hải Châu     | 71        | 18   | 2011          | |
| 98   | Đà Nẵng Plaza T2                   | Danangbachdang.jpg                               | Hải Châu     | 71        | 18   | 2011          | |
| 99   | Ditp Tower                         |                                                  | Liên Chiểu   | 70        | 18   | 2019          | |

### Tòa nhà cao nhất theo khu vực
| Quận / Huyện   | Công trình                       | Chiều cao (m) | Số tầng | Hoàn thành  |
| -------------- | -------------------------------- | ------------- | ------- | ----------- |
| Sơn Trà        | Times Square CT1, CT2            | 190           | 50      | 2022        |
| Ngũ Hành Sơn   | Chung cư Mường Thanh Sơn Trà     | 171           | 42      | 2017        |
| Hải Châu       | Trung tâm Hành chính Đà Nẵng     | 166,8         | 34      | 2014        |
| Thanh Khê      | Hoàng Anh Gia Lai Lakeview       | 110           | 32      | 2013        |
| Liên Chiểu     | Nam Ô Discovery                  | 131,7         | 34      | 2025        |
| Cẩm Lệ         | Tổ hợp Chung cư Phong Bắc        | 37            | 11      | 2012        |
| Huyện Hòa Vang | Khách sạn M'Gallery Bà Nà Hills  | 27            | 8       | 2019        |
| Huyện Hoàng Sa | Tháp quan sát Biển Đông, Phú Lâm | 20            | --      | Khoảng 2010 |

## Đang xây dựng
| Hạng | Tòa nhà                            | Vị trí       | Chiều cao | Tầng | Dự kiến hoàn thành | Ghi chú                                       |
| ---- | ---------------------------------- | ------------ | --------- | ---- | ------------------ | --------------------------------------------- |
| 1    | Nimbus Wyndham Soleil              | Sơn Trà      | 195,2     | 57   | 2023               | Sẽ là tòa nhà cao nhất Đà Nẵng khi hoàn thành |
| 2    | Wyndham Soleil A2                  | Sơn Trà      | 195,2     | 57   | 2024               | Thuộc tổ hợp Wyndham Soleil Đà Nẵng           |
| 3    | Wyndham Soleil B                   | Sơn Trà      | 180       | 50   | 2024               | Thuộc tổ hợp Wyndham Soleil Đà Nẵng           |
| 4    | Shizen Nami Apollo                 | Liên Chiểu   | 131,7     | 34   | 2023               | Sẽ cao nhất quận Liên Chiểu khi hoàn thành    |
| 5    | Shizen Nami Athena                 | Liên Chiểu   | 131,7     | 34   | 2023               | Sẽ cao nhất quận Liên Chiểu khi hoàn thành    |
| 6    | The Estuary A                      | Hải Châu     | 130       | 39   | 2023               |                                               |
| 7    | The Estuary B                      | Hải Châu     | 130       | 39   | 2023               |                                               |
| 8    | The Muse A                         | Sơn Trà      | 130       | 36   | 2024               |                                               |
| 9    | The Muse B                         | Sơn Trà      | 130       | 36   | 2024               |                                               |
| 10   | Kim Long Tower Danang Beach T1     | Sơn Trà      | 120,1     | 30   | 2024               |                                               |
| 11   | Kim Long Tower Danang Beach T5     | Sơn Trà      | 120,1     | 30   | 2024               |                                               |
| 12   | Ariyana Beach Resort & Suites Aqua | Ngũ Hành Sơn | 102       | 30   | 2024               |                                               |
| 13   | Ariyana Beach Resort & Suites Eden | Ngũ Hành Sơn | 102       | 30   | 2024               |                                               |
| 14   | Dự án 223 Trần Phú                 | Hải Châu     | 102       | 30   | 2024               |                                               |
| 15   | The Royal                          | Hải Châu     | 99        | 29   | 2023               |                                               |
| 16   | Kim Long Tower Danang Beach T2     | Sơn Trà      | 97,6      | 26   | 2024               |                                               |
| 17   | Kim Long Tower Danang Beach T3     | Sơn Trà      | 97,6      | 26   | 2024               |                                               |
| 18   | Kim Long Tower Danang Beach T4     | Sơn Trà      | 97,6      | 26   | 2024               |                                               |
| 19   | FPT Plaza 3                        | Ngũ Hành Sơn | 93        | 25   | 2024               |                                               |
| 20   | H&A Residence                      | Sơn Trà      | 84,4      | 24   | 2024               |                                               |
| 21   | Sunshine Metaland T1               | Ngũ Hành Sơn | 84        | 22   | 2025               |                                               |
| 22   | Sunshine Metaland T3               | Ngũ Hành Sơn | 84        | 22   | 2025               |                                               |
| 23   | The Ori Garden CT5                 | Liên Chiểu   | 78        | 21   | 2024               | Thuộc giai đoạn 2 của tổ hợp The Ori Garden   |
| 24   | The Ori Garden Seaview Tower       | Liên Chiểu   | 78        | 21   | 2024               | Thuộc giai đoạn 2 của tổ hợp The Ori Garden   |
| 25   | The Ori Garden CT6                 | Liên Chiểu   | 74        | 20   | 2024               | Thuộc giai đoạn 2 của tổ hợp The Ori Garden   |
| 26   | The Ori Garden CT7                 | Liên Chiểu   | 74        | 20   | 2024               | Thuộc giai đoạn 2 của tổ hợp The Ori Garden   |
| 27   | The Ori Garden CT8                 | Liên Chiểu   | 74        | 20   | 2024               | Thuộc giai đoạn 2 của tổ hợp The Ori Garden   |
| 28   | The Ori Garden CT9                 | Liên Chiểu   | 74        | 20   | 2024               | Thuộc giai đoạn 2 của tổ hợp The Ori Garden   |
| 29   | Sunshine Metaland T2               | Ngũ Hành Sơn | 65        | 17   | 2025               |                                               |
| 30   | Chung cư KCN Hòa Khánh B2          | Liên Chiểu   | 51        | 15   | 2023               | Thuộc khu chung cư khu công nghiệp Hòa Khánh  |

## Đã lên kế hoạch, phê duyệt, đề xuất
| Hạng | Tòa nhà                          | Vị trí       | Chiều cao | Tầng | Trạng thái |
| ---- | -------------------------------- | ------------ | --------- | ---- | ---------- |
| 1    | Đà Nẵng Gateways Tower 1         | Sơn Trà      | 300       | 70   | Tầm nhìn   |
| 2    | Đà Nẵng Gateways Tower 2         | Sơn Trà      | 300       | 70   | Tầm nhìn   |
| 3    | Danang Riverside Residence Tower | Sơn Trà      | 200       | 52   | Tầm nhìn   |
| 4    | Cocobay Tower East               | Ngũ Hành Sơn | 181,2     | 48   | Phê duyệt  |
| 5    | Cocobay Tower West               | Ngũ Hành Sơn | 181,2     | 48   | Phê duyệt  |
| 6    | Danang Riverside Hotel Tower     | Sơn Trà      | 160       | 42   | Tầm nhìn   |
| 7    | ICT Tower (giai đoạn 2)          | Hải Châu     | 156       | 35   | Đề xuất    |
| 8    | Hyde Danang Centre               | Sơn Trà      | 152       | 40   | Đề xuất    |
| 9    | Five Peaks Resort                | Sơn Trà      | 150       | 40   | Tầm nhìn   |
| 10   | Infinity Field A                 | Ngũ Hành Sơn | 136       | 40   | Đề xuất    |
| 11   | Landmark Tower Dragon            | Hải Châu     | 133       | 39   | Kế hoạch   |
| 12   | Blooming Tower 2                 | Hải Châu     | 131,3     | 37   | Phê duyệt  |
| 13   | BRG Danang Golf Resort Hotel     | Ngũ Hành Sơn | 123       | 36   | Kế hoạch   |
| 14   | Diamond Square Office            | Hải Châu     | 118       | 31   | Đề xuất    |
| 15   | Diamond Square Hotel             | Hải Châu     | 114       | 30   | Đề xuất    |
| 16   | Harmony Tower C                  | Sơn Trà      | 113       | 30   | Phê duyệt  |
| 17   | Times Square CT5                 | Sơn Trà      | 106       | 29   | Phê duyệt  |
| 18   | Condotel Movenpick               | Hải Châu     | 110,6     | 30   | Phê duyệt  |
| 19   | The One Danang                   | Hải Châu     | 109       | 25   | Kế hoạch   |
| 20   | Infinity Field B                 | Ngũ Hành Sơn | 109       | 32   | Đề xuất    |
| 21   | Landmark Tower Phoenix           | Hải Châu     | 106       | 31   | Kế hoạch   |
| 22   | Diamond Square Residence         | Hải Châu     | 102       | 30   | Đề xuất    |
| 23   | Coco Música Resort               | Ngũ Hành Sơn | 88        | 23   | Phê duyệt  |
| 24   | Times Square CT4                 | Sơn Trà      | 86        | 23   | Phê duyệt  |
| 25   | Harmony Tower B                  | Sơn Trà      | 83        | 22   | Phê duyệt  |
| 26   | Regal Complex C1                 | Ngũ Hành Sơn | 76        | 20   | Kế hoạch   |
| 27   | Regal Complex C2                 | Ngũ Hành Sơn | 76        | 20   | Kế hoạch   |
| 28   | Times Square CT6                 | Sơn Trà      | 76        | 20   | Phê duyệt  |
| 29   | Charmington Tamashi A            | Thanh Khê    | 75        | 18   | Đề xuất    |
| 30   | Charmington Tamashi B            | Thanh Khê    | 75        | 18   | Đề xuất    |
| 31   | Times Square B-1                 | Sơn Trà      | 61        | 18   | Phê duyệt  |
| 32   | Times Square B-7                 | Sơn Trà      | 61        | 18   | Phê duyệt  |
| 33   | Condotel Asiana Complex          | Liên Chiểu   | 51        | 15   | Phê duyệt  |
| 34   | Times Square B-2                 | Sơn Trà      | 51        | 15   | Phê duyệt  |
| 35   | Times Square B-3                 | Sơn Trà      | 51        | 15   | Phê duyệt  |
| 36   | Times Square B-4                 | Sơn Trà      | 51        | 15   | Phê duyệt  |
| 37   | Times Square B-5                 | Sơn Trà      | 51        | 15   | Phê duyệt  |
| 38   | Times Square B-6                 | Sơn Trà      | 51        | 15   | Phê duyệt  |

## Hủy bỏ, dừng thi công, phá hủy

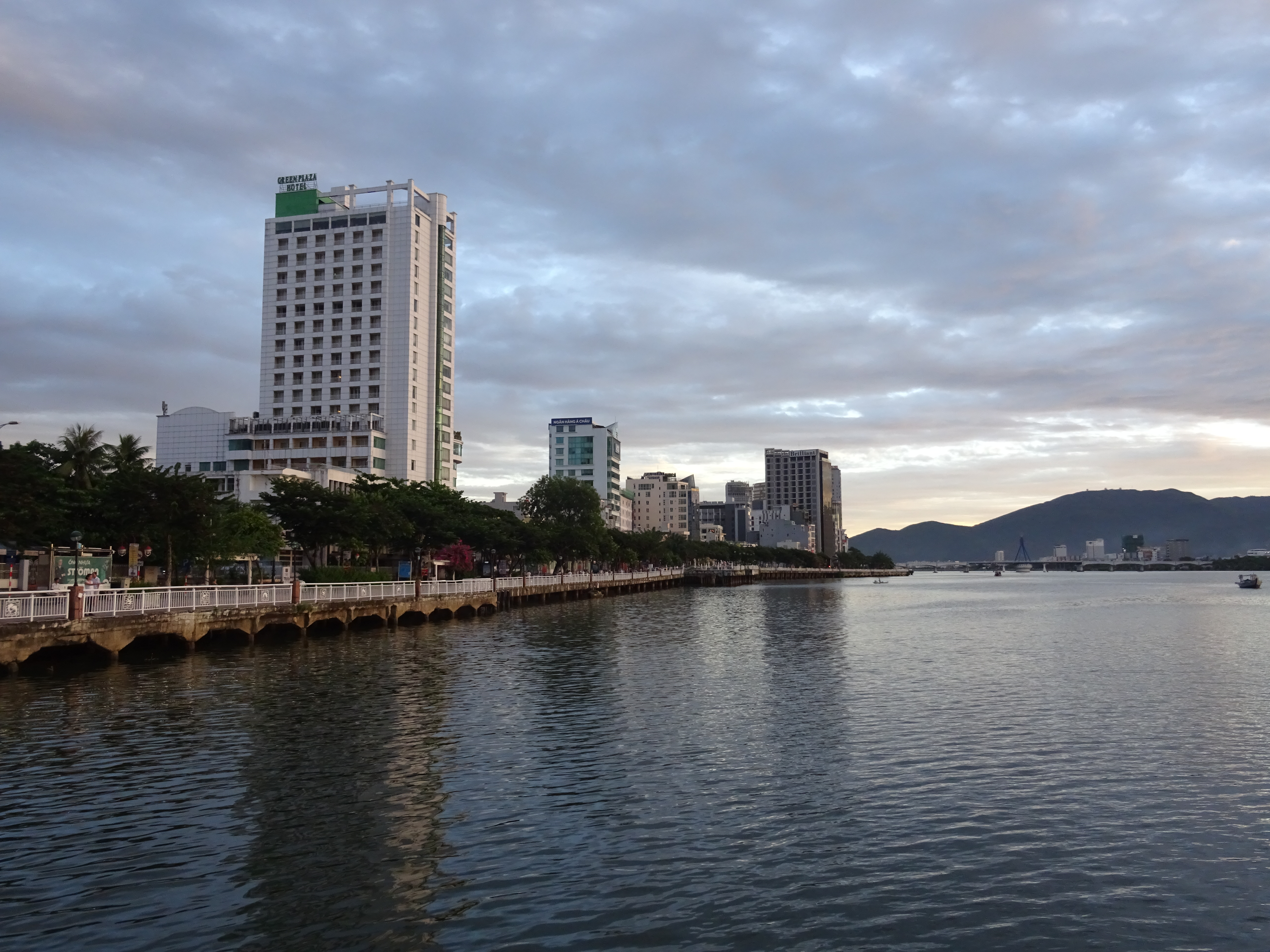
Khách sạn Green Plaza năm 2018.

### Đã bị phá hủy
Green Plaza Hotel tọa lạc tại số 223 đường Trần Phú, phường Phước Ninh ,quận Hải Châu, thành phố Đà Nẵng. Tòa nhà được xây dựng từ năm 2006 và là tòa nhà cao nhất Đà Nẵng khi ấy. Công trình cao 22 tầng, tương đượng khoảng 75 mét.
Việc dỡ bỏ được thực hiện trong khoảng đầu năm 2022 và hoàn thành trong cùng năm. Khách sạn Green Plaza là tòa nhà cao nhất từng bị dỡ bỏ tại Việt Nam.
Hiện tại, một dự án khác đã được triển khai tại vị trí cũ của tòa nhà, dự kiến sẽ hoàn thành năm 2024.

### Đang bị trì hoãn
| Hạng | Tòa nhà                        | Vị trí   | Chiều cao | Tầng | Khởi công       | Trì hoãn        | Tiến độ              |
| ---- | ------------------------------ | -------- | --------- | ---- | --------------- | --------------- | -------------------- |
| 1    | Times Square CT1               | Sơn Trà  | 190       | 52   | 2018            | 2021            | Hoàn thành phần thô  |
| 2    | Times Square CT2               | Sơn Trà  | 190       | 52   | 2018            | 2021            | Hoàn thành phần thô  |
| 3    | Golden Square Residence        | Hải Châu | 123       | 36   | 2008 \| 2019    | 2009 \| 2020    | Thi công đến tầng 6  |
| 4    | Times Square CT7               | Sơn Trà  | 109,4     | 30   | 2017            | 2021            | Hoàn thành phần thô  |
| 5    | Risemount Suite A              | Sơn Trà  | 102       | 30   | Chưa triển khai | Chưa triển khai | Đất trống            |
| 6    | Risemount Suite B              | Sơn Trà  | 102       | 30   | Chưa triển khai | Chưa triển khai | Đất trống            |
| 7    | Golden Square Hotel            | Hải Châu | 92        | 27   | 2008 \| 2019    | 2009 \| 2020    | Thi công đến tầng 6  |
| 8    | Times Square CT3               | Sơn Trà  | 86,3      | 23   | 2017            | 2021            | Hoàn thành phần thô  |
| 9    | Khách sạn Sơn Trà              | Sơn Trà  | 84        | 22   | 2017            | 2019            | Hoàn thành phần thô  |
| 10   | Golden Square Office           | Hải Châu | 72        | 21   | 2008 \| 2019    | 2009 \| 2020    | Thi công đến tầng 6  |
| 11   | DMC Blue House A               | Sơn Trà  | 61        | 18   | Chưa triển khai | Chưa triển khai | Đất trống            |
| 12   | Danang Blue Hotel              | Sơn Trà  | 57        | 15   | 2020            | 2021            | Thi công đến tầng 7  |
| 13   | Tòa nhà Lô CH1 Sea Thuận Phước | Sơn Trà  | 57        | 15   | 2019            | 2021            | Hoàn thành phần thô  |
| 14   | Đa Phước Complex T1            | Hải Châu | 51        | 15   | 2016            | 2017            | Hoàn thành phần thô  |
| 15   | Đa Phước Complex T2            | Hải Châu | 51        | 15   | 2016            | 2017            | Hoàn thành phần thô  |
| 16   | Đa Phước Complex T3            | Hải Châu | 51        | 15   | 2016            | 2017            | Hoàn thành phần móng |
| 17   | DMC Blue House B               | Sơn Trà  | 51        | 15   | Chưa triển khai | Chưa triển khai | Đất trống            |

### Đã hủy bỏ
| Tòa nhà                    | Vị trí   | Chiều cao | Tầng |
| -------------------------- | -------- | --------- | ---- |
| Viễn Đông Meridian Tower A | Hải Châu | 220       | 48   |
| Viễn Đông Meridian Tower B | Hải Châu | 220       | 48   |
| Danang Center Hotel        | Hải Châu | 160       | 35   |
| Danang Center Residence    | Hải Châu | 123       | 27   |
| Lotus Plaza                | Hải Châu | 120       | 33   |
| D'evelyn                   | Hải Châu | 120       | 34   |

## Mốc thời gian của các tòa nhà cao nhất
| Số năm cao nhất        | Tòa nhà                          | Hình ảnh                          | Chiều cao | Tầng | Quận         |
| ---------------------- | -------------------------------- | --------------------------------- | --------- | ---- | ------------ |
| 2021 - Hiện tại        | Times Square CT1-CT2             | My Khe Beach Danang Highrises.jpg | 190       | 52   | Sơn Trà      |
| 2019 - 2021            | Ethereal Wyndham Soleil          |                                   | 180       | 50   | Sơn Trà      |
| 2017 - 2019            | Chung cư Mường Thanh Sơn Trà     |                                   | 171       | 42   | Ngũ Hành Sơn |
| 2014 - 2017            | Trung tâm Hành chính Đà Nẵng     |                                   | 166,8     | 34   | Hải Châu     |
| 2013 - 2014            | Novotel Danang Premier Han River |                                   | 155,4     | 37   | Hải Châu     |
| 2012 - 2013            | Azura                            |                                   | 122,5     | 34   | Hải Châu     |
| 2011 - 2012            | Grand Mercure Danang             | Tran Thi Ly Brücke.jpeg           | 84        | 22   | Hải Châu     |
| 2008 - 2011            | Indochina Riverside Tower        |                                   | 84        | 24   | Hải Châu     |
| 2006 - 2008 (Đã dỡ bỏ) | Green Plaza Hotel                | Han River in Da Nang 9.jpg        | 75        | 22   | Hải Châu     |
| 1924 - 2006            | Nhà thờ Chính tòa Đà Nẵng        |                                   | 47        | -    | Hải Châu     |